# 新しい波 (テレビ番組)
『新しい波』（あたらしいなみ）は、1992年10月9日から1993年3月19日までフジテレビで放送されたバラエティ番組。通称「シンパ」。放送時間は毎週金曜 26:55 - 27:25 (JST) 。

## 概要
内容は、各回1組から2組の当時の若手芸人が登場してネタ見せをするというもので、片岡飛鳥や荒井昭博他、当時の若手ディレクター4人が持ち回りで制作していた。
進行役は、当時フジテレビ入社1年目の新人アナウンサーだった西山喜久恵（現・アナウンス室部長、『とぶくすり』になった後も『めちゃイケ』終了まで番組に関わり続けた）が務めていた。
最終回には放送時間を45分に拡大して放送し、人気のあったナインティナイン、極楽とんぼ、よゐこ、オアシズ、K2の堀部圭亮、キャイ〜ン、フォークダンスDE成子坂、ジュンカッツら8組の芸人たちを集めての合同コントを行っていた。その内容は「はばたけ!舞浜商科大学」の原型のコントだった。
当時若手だった1971年前後生まれの若手が多数登場していたが、これは「お笑いは8年ごとに新しいスターが誕生する」という独自の法則に因んだもので、ビートたけし（1947年生まれ）→明石家さんま（1955年生まれ）→ダウンタウン（1963年生まれ）と続いていたことによる。番組自体もその後8年周期に制作されており、2000年には『新しい波8』、2008年には『新しい波16』、2016年には『新しい波24』とそれぞれ8年ごとにタイトルを変えて放送されている。
番組の終了後、片岡飛鳥班のナインティナイン、極楽とんぼ、よゐこ、伊戸川俊伸班の光浦靖子（オアシズ）は同じくフジテレビで放送の『とぶくすり』のレギュラーに抜擢された（光浦の相方である大久保佳代子は起用されなかった）。

## MC
- 西山喜久恵（フジテレビアナウンサー）

## 放送日および出演芸人一覧
1. 1992年10月9日：U2ROCKET
2. 1992年10月16日：K2
3. 1992年10月23日：よゐこ
4. 1992年10月30日：王様とろばの耳
5. 1992年11月6日：竹井輝彦&大阪キッズ
6. 1992年11月13日：スリーメン
7. 1992年11月20日：インパクト
8. 1992年11月27日：フォークダンスDE成子坂
9. 1992年12月4日：MANZAI-C
10. 1992年12月11日：ナインティナイン
11. 1992年12月18日：クレイジーパワーロマンティスト
12. 1993年1月15日：T・K・O / のイズ
13. 1993年1月22日：オアシズ
14. 1993年1月29日：ブランドル
15. 1993年2月5日：ジュンカッツ / 極楽とんぼ
16. 1993年2月12日：キャイ〜ン
17. 1993年2月26日：本間しげる
18. 1993年3月05日：濱田成夫
19. 1993年3月12日：まんもす2
20. 1993年3月19日：選抜メンバースペシャル

## スタッフ
- 企画：佐藤義和
- 構成：sinpaブレーンズ
- 構成協力：清水東、内村宏幸、伊藤正宏、植竹英次、安達元一 / 舘川範雄、板坂尚
- TD：岩沢忠夫
- カメラ：辻稔
- VE：北井勇作
- 音声：篠良一
- 照明：渡辺啓史
- 美術プロデューサー：鈴木武治
- セットデザイン：石森慎司
- 美術進行：伊藤則緒
- 大道具：毛利彰
- 装飾：高野城二
- 電飾：久光義紀
- 視覚効果：浅田雅美
- アクリル装飾：村田誠司
- 生花装飾：吉田優子
- アートフレーム：エスケイシステム
- タイトル：岩下みどり
- 衣裳：城戸政人
- ヘアメイク：梅沢文子
- スタイリスト：OFFICE Olin LTD.
- VTR編集：関根繁（IMAGICA）
- MA：渡辺真義（IMAGICA）
- 音響効果：笠松広司
- TK：石原由季
- 編成：河合徹
- ディレクター：荒井昭博、片岡飛鳥、伊戸川俊伸、八百板慎一
- プロデューサー：吉田正樹
- 技術協力：ニユーテレス
- 制作著作：フジテレビ